# Île du Nord
 (novembre 2024).
« North Island » redirige ici. Pour les autres significations, voir Île du Nord (homonymie).
L'île du Nord (en anglais : North Island et en maori de Nouvelle-Zélande : Te Ika-a-Maui ce qui signifie « Le poisson de Maui ») est une des deux principales îles de la Nouvelle-Zélande, l'autre étant l'île du Sud dont elle est séparée par le détroit de Cook. Elle se situe en mer de Tasman, mais ses rivages septentrionaux et orientaux sont baignés par l'océan Pacifique. Plusieurs villes importantes sont situées sur cette île, notamment Auckland, la ville la plus peuplée du pays, et Wellington, la capitale. Environ 76 % de la population de la Nouvelle-Zélande, soit 3 148 400 habitants, réside sur l'île du Nord. On la connait également sous le nom d'île Fumante.

## Villes principales
- Auckland
- Cambridge
- Coromandel
- Eketahuna
- Foxton
- Gisborne
- Hamilton
- Hastings
- Huntly
- Kerikeri
- Masterton
- Matamata
- Napier
- New Plymouth
- Pahiatua
- Palmerston North
- Raglan
- Rotorua
- Stratford
- Taupo
- Tauranga
- Wellington
- Whanganui

## Géographie
- Cap Reinga
- Détroit de Cook
- Grottes de Waitomo
- Lac Taupo
- Péninsule de Coromandel
- Péninsule de Northland
- Parc national de Tongariro
- Tongariro (rivière)
- Taumatawhakatangihangakoauauotamateaturipukakapikimaungahoronukupokaiwhenuakitanatahu

Le mont Ruapehu, le mont Ngauruhoe, depuis le mont Tongariro, sur l'ile du Nord. Décembre 2009.

- Waikato
- Waipoua Kauri Forest
- Whanganui

## Mythologie maorie
Selon la mythologie maorie, l'île du Nord et l'île du Sud viennent de l'époque où régnait le demi-dieu Māui. Māui et ses frères étaient en train de pêcher depuis leur canoë lorsque Māui attrapa un énorme poisson. Alors qu'il ne portait plus son attention sur le poisson, ses frères se battirent pour le poisson et le découpèrent. Le poisson devint l'île du Nord tandis que le canoë forme l'île du Sud. Les montagnes et les vallées seraient issues des coups des frères de Māui donnés aux poissons lorsqu'ils se le disputaient. Ainsi, le nom Māori pour l'île du Nord est Te Ika-a-Māui, qui signifie le poisson de Māui.

## Flore
L'île du nord présente une flore luxuriante et très diversifiée. Les nombreuses forêts de l'île contiennent de multiples espèces (rimu, totara…). On y retrouve évidemment le kauri, un arbre très impressionnant de par son diamètre, sa taille et son âge ainsi que des fougères arborescentes endémiques, les kaponga qui font partie des symboles nationaux.

## Faune

### Espèces terrestres

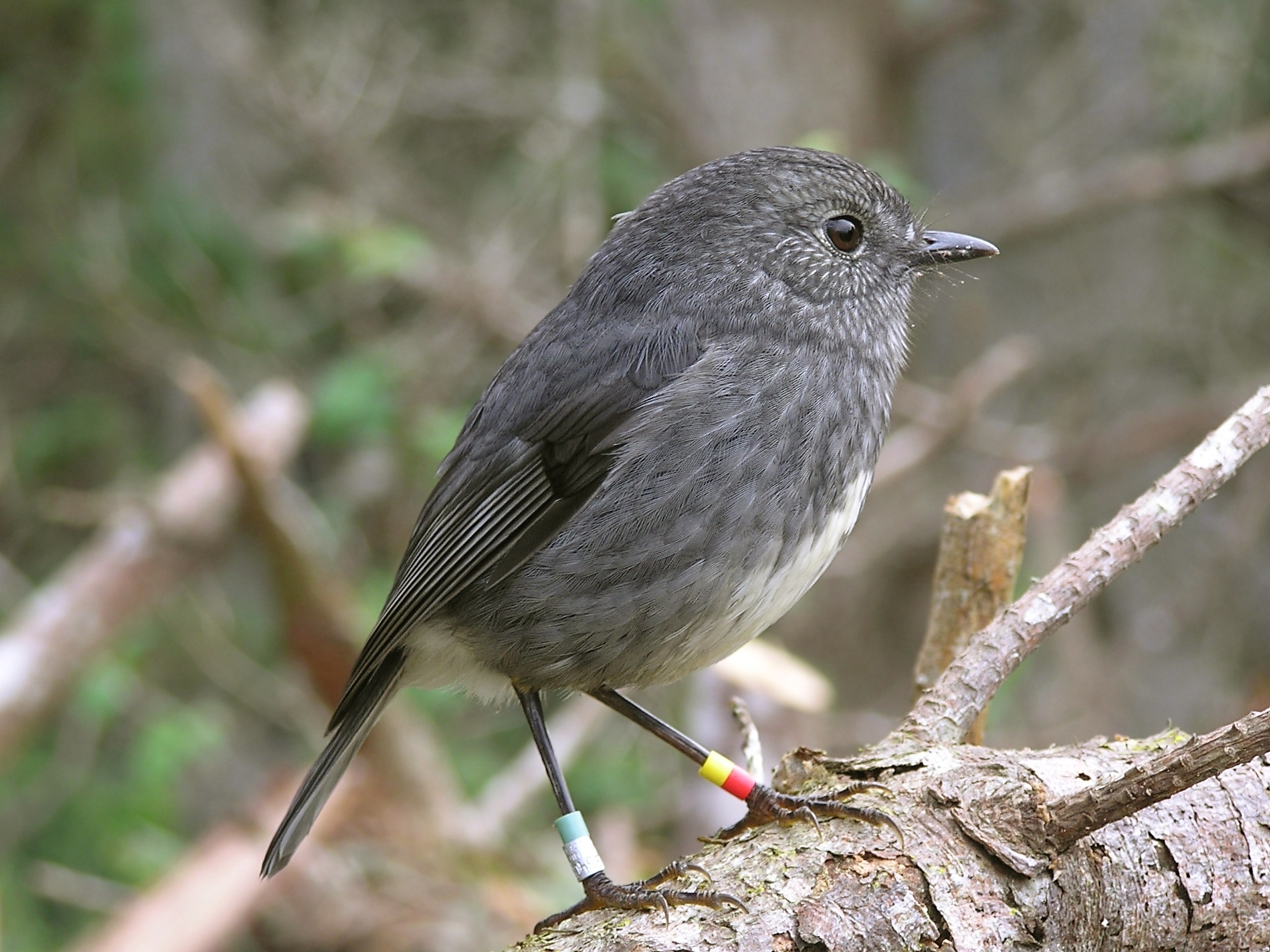
Un Miro de Garnot
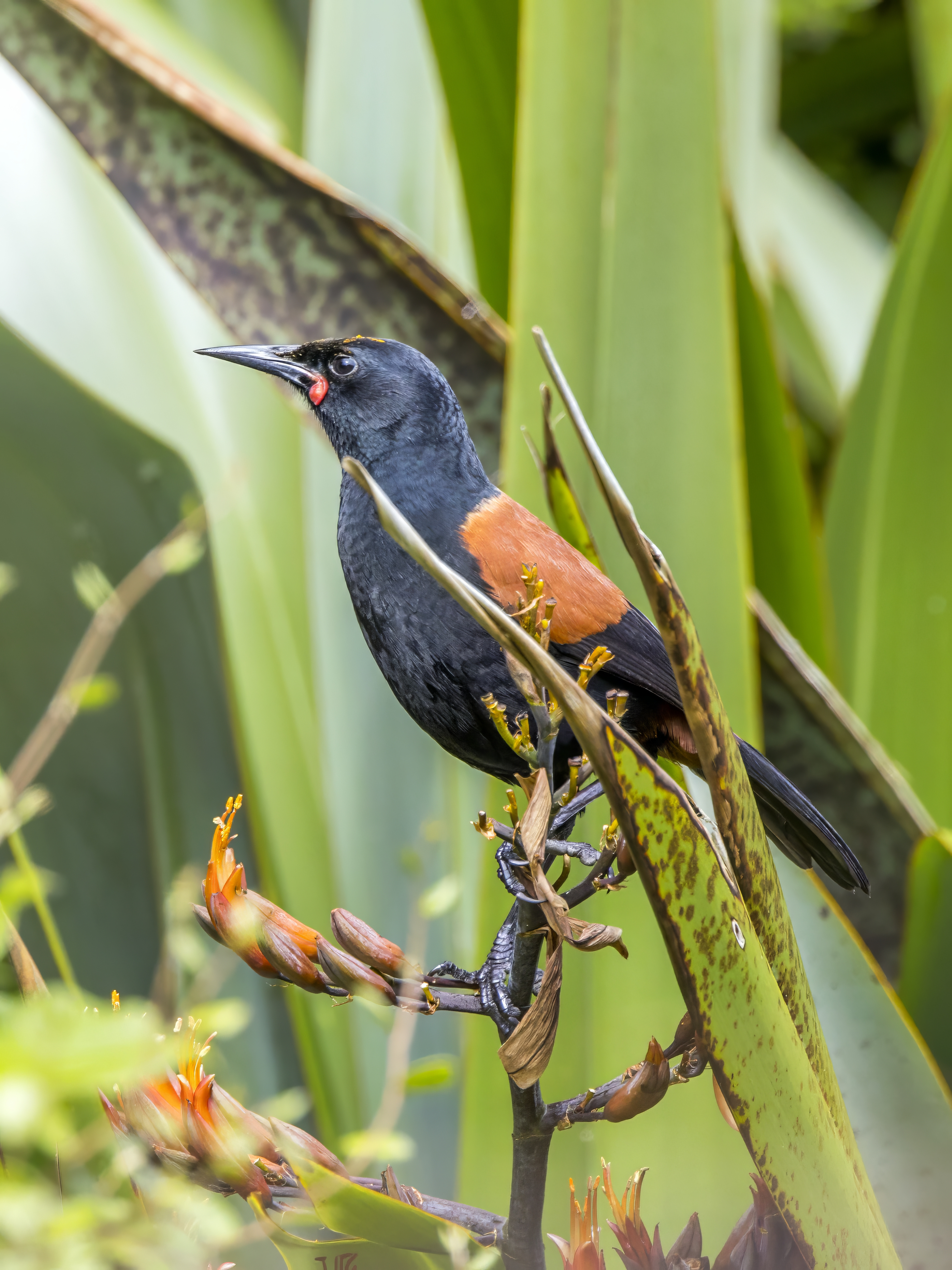
Un Créadion de Lesson
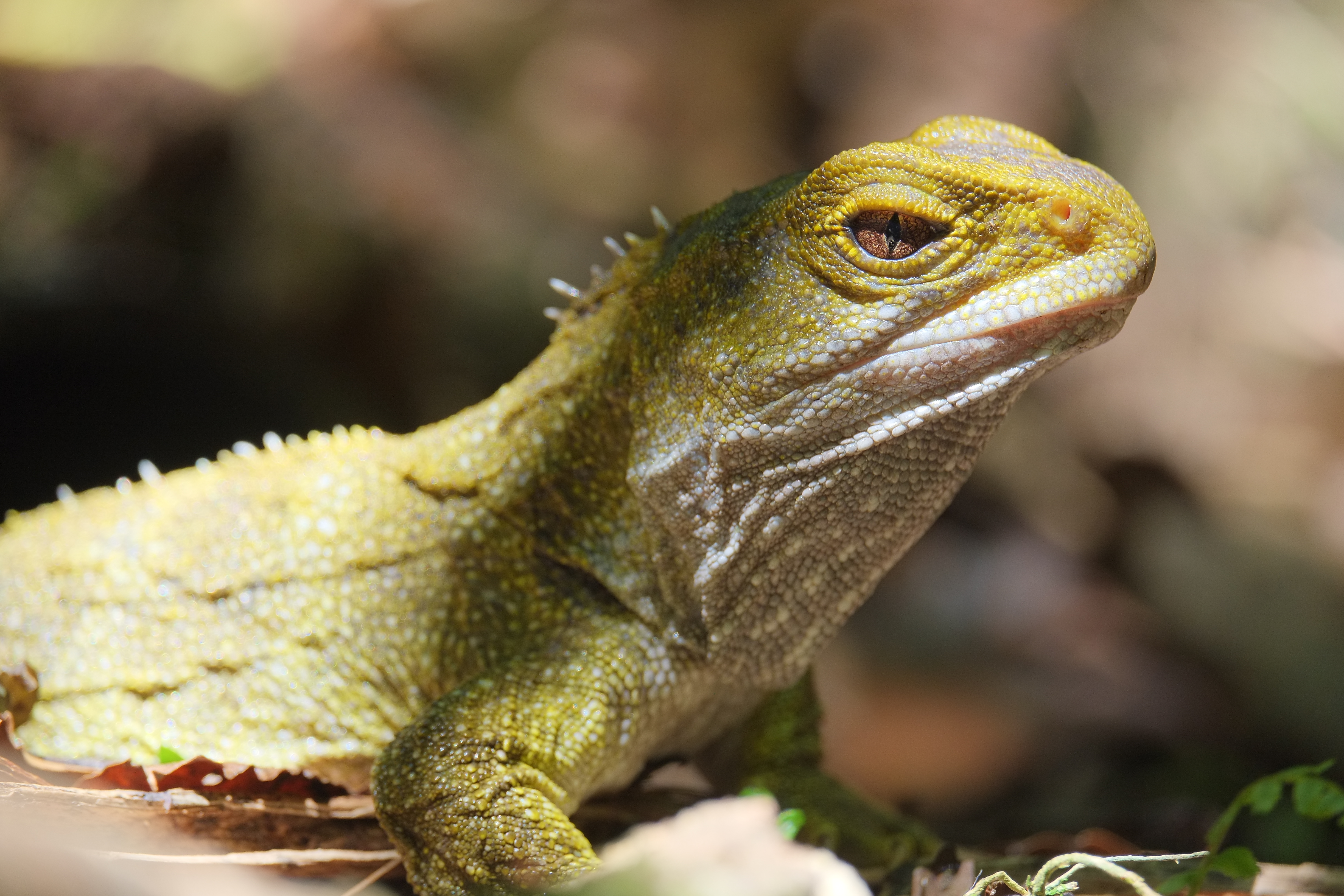
Un Sphénodon ponctué
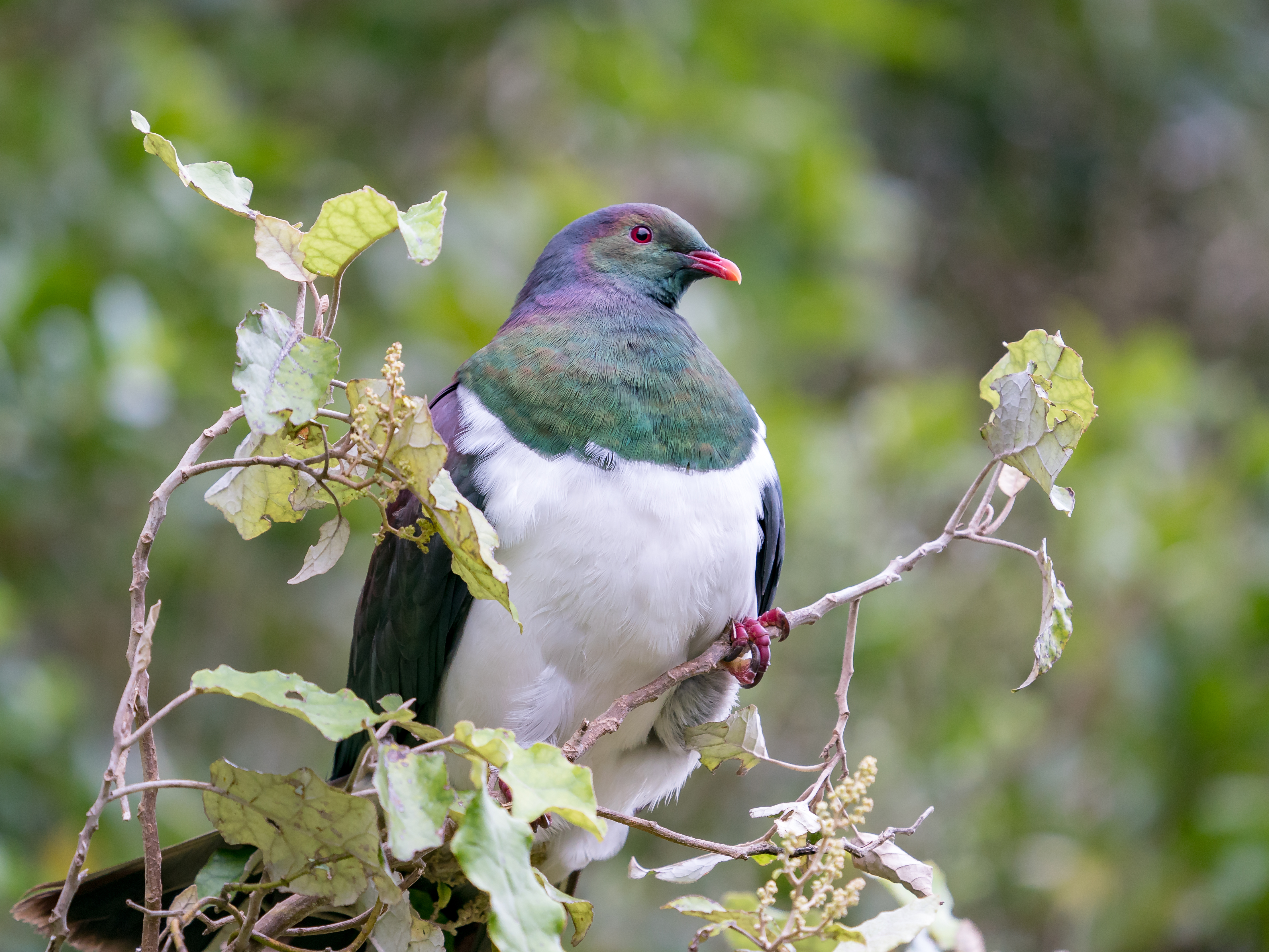
Un keruru
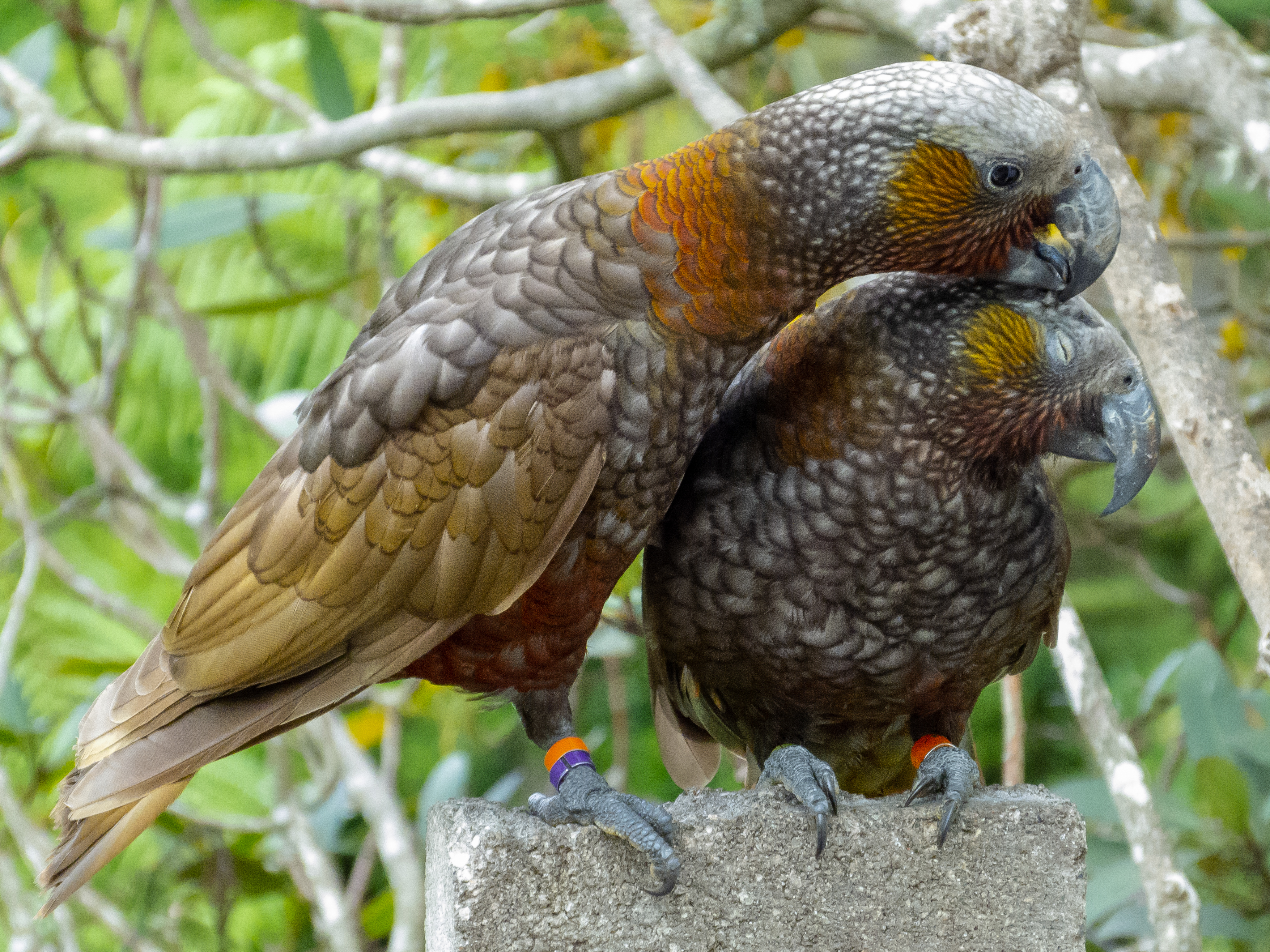
Deux Nestor superbes
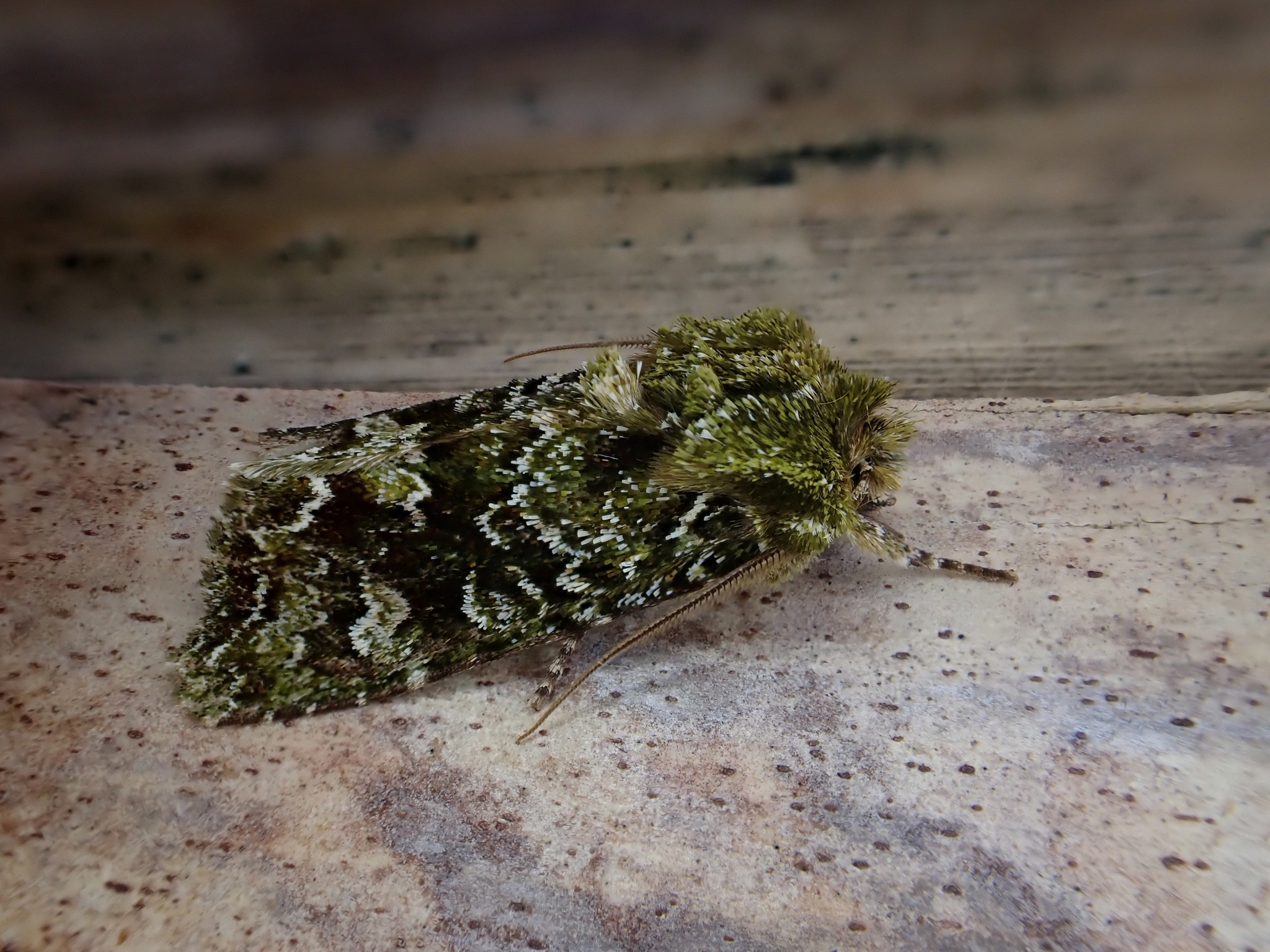
Ichneutica peridotea
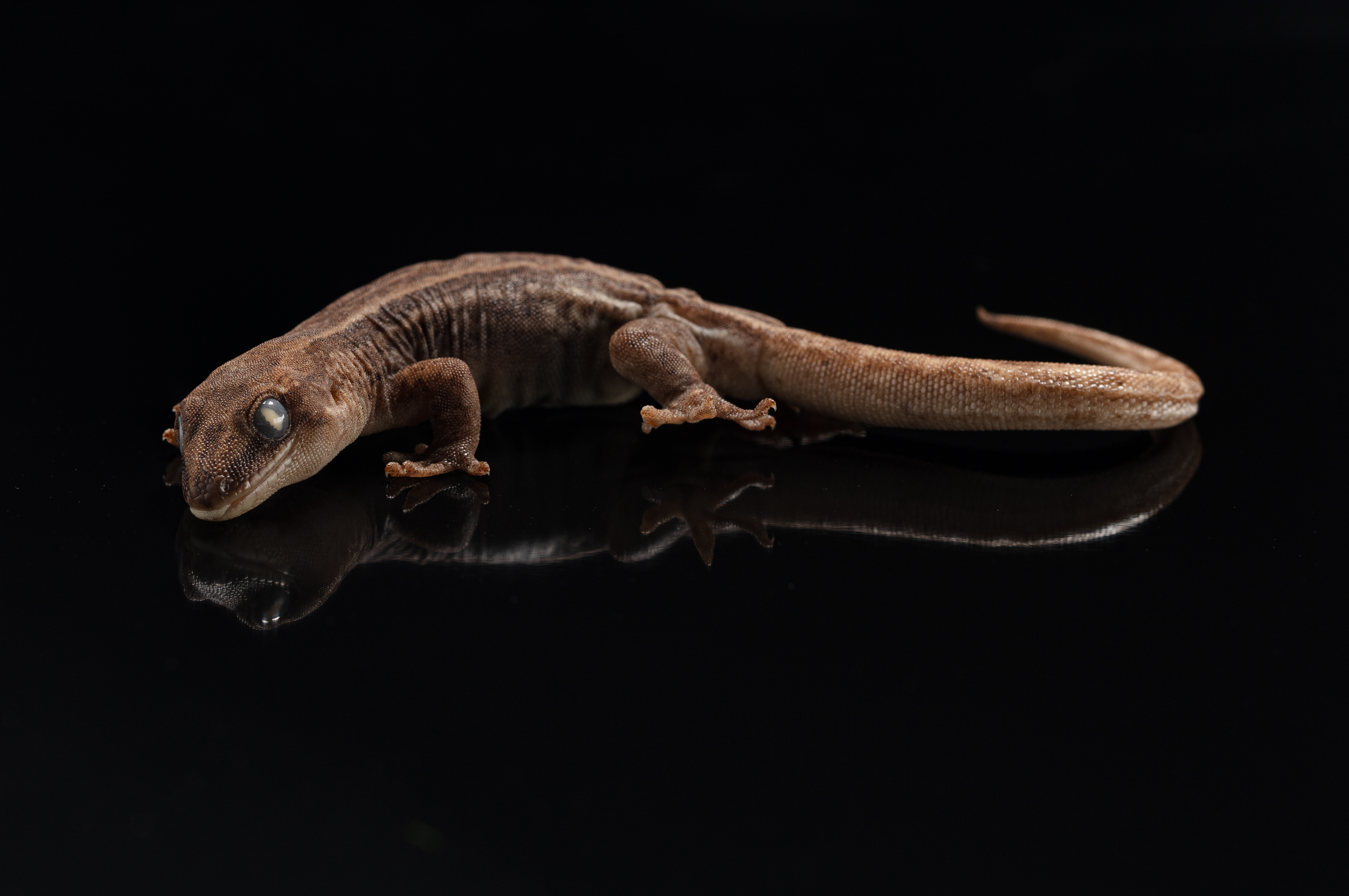
Woodworthia korowai
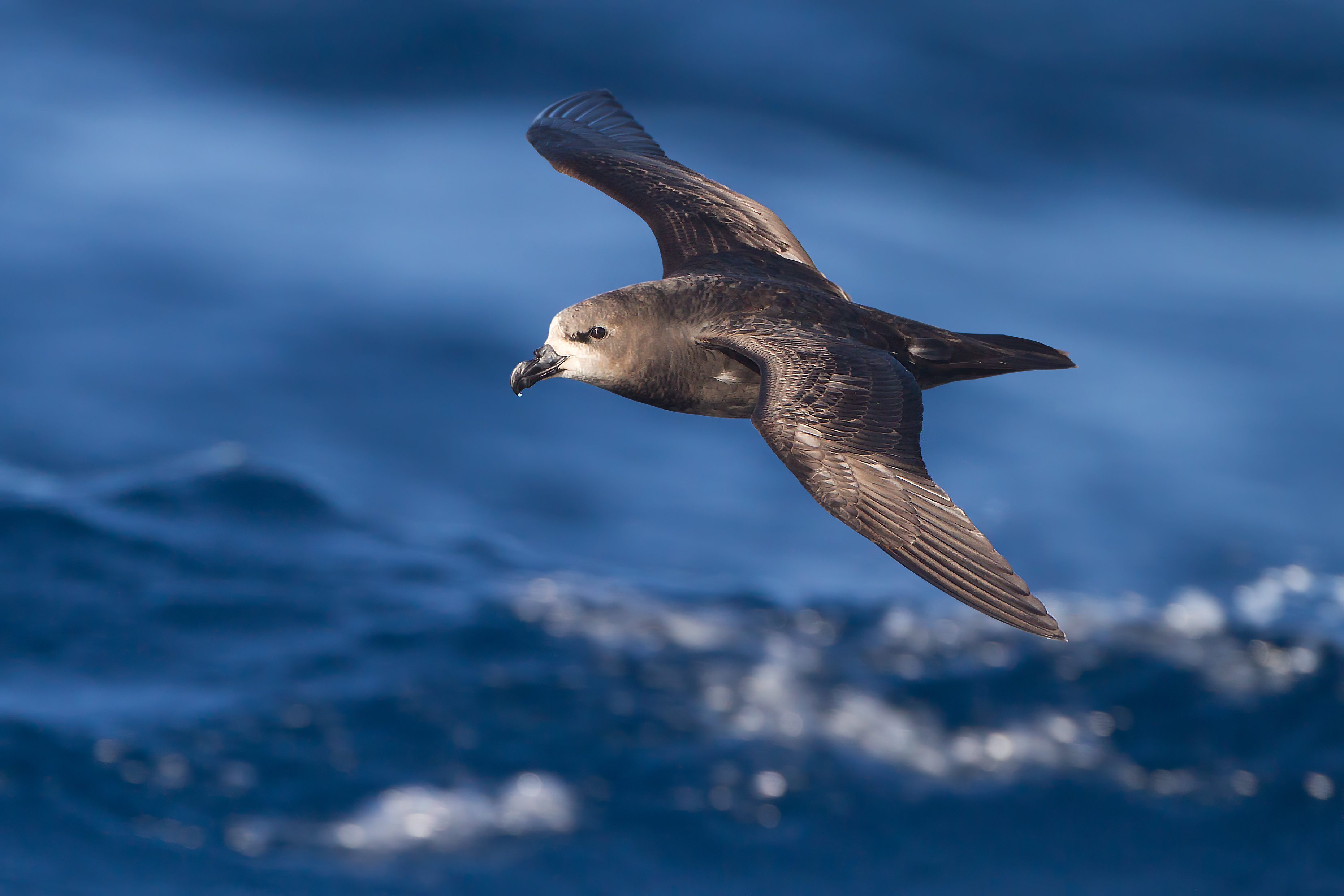
Un Pétrel à face grise
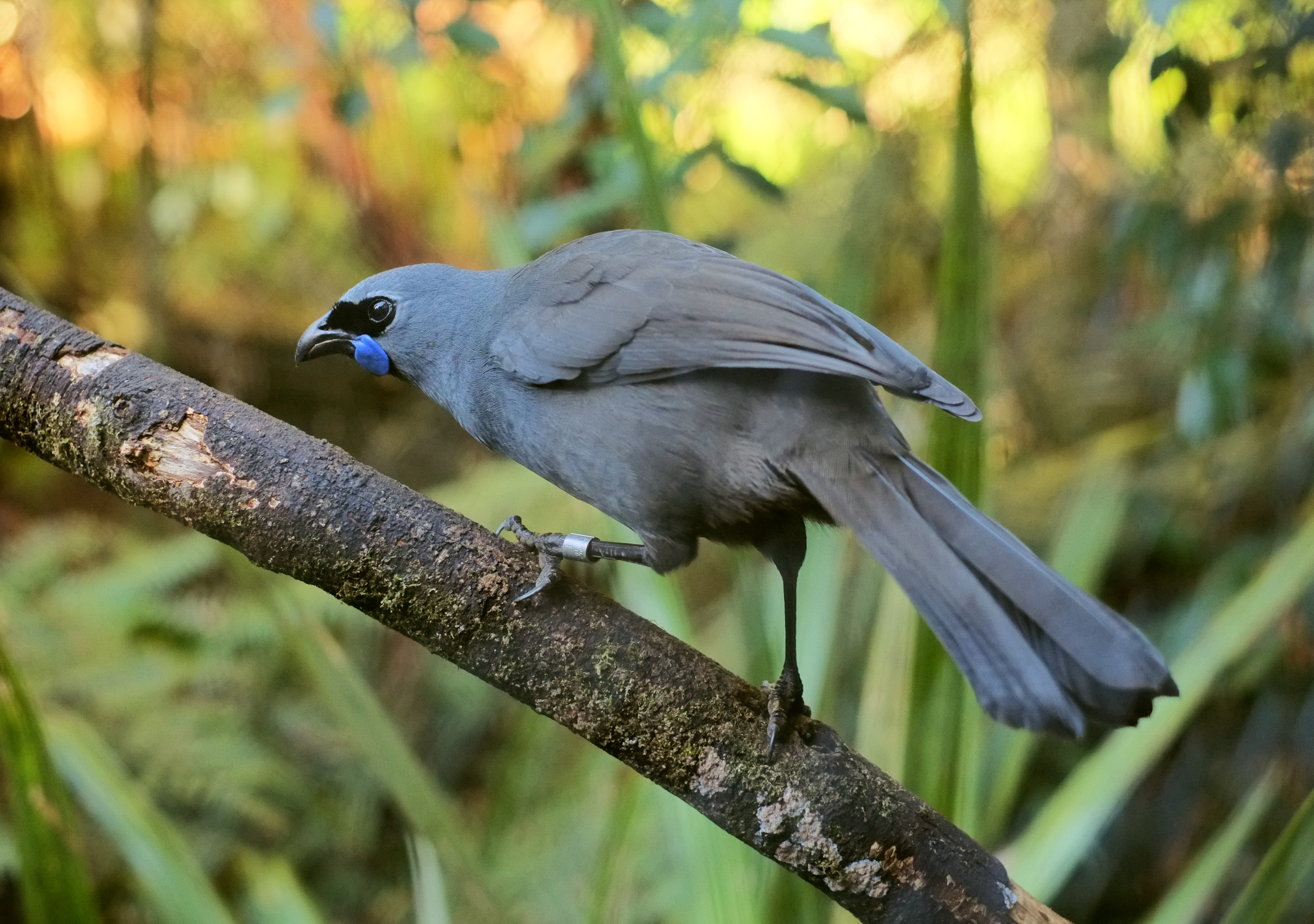
Un Glaucope de Wilson
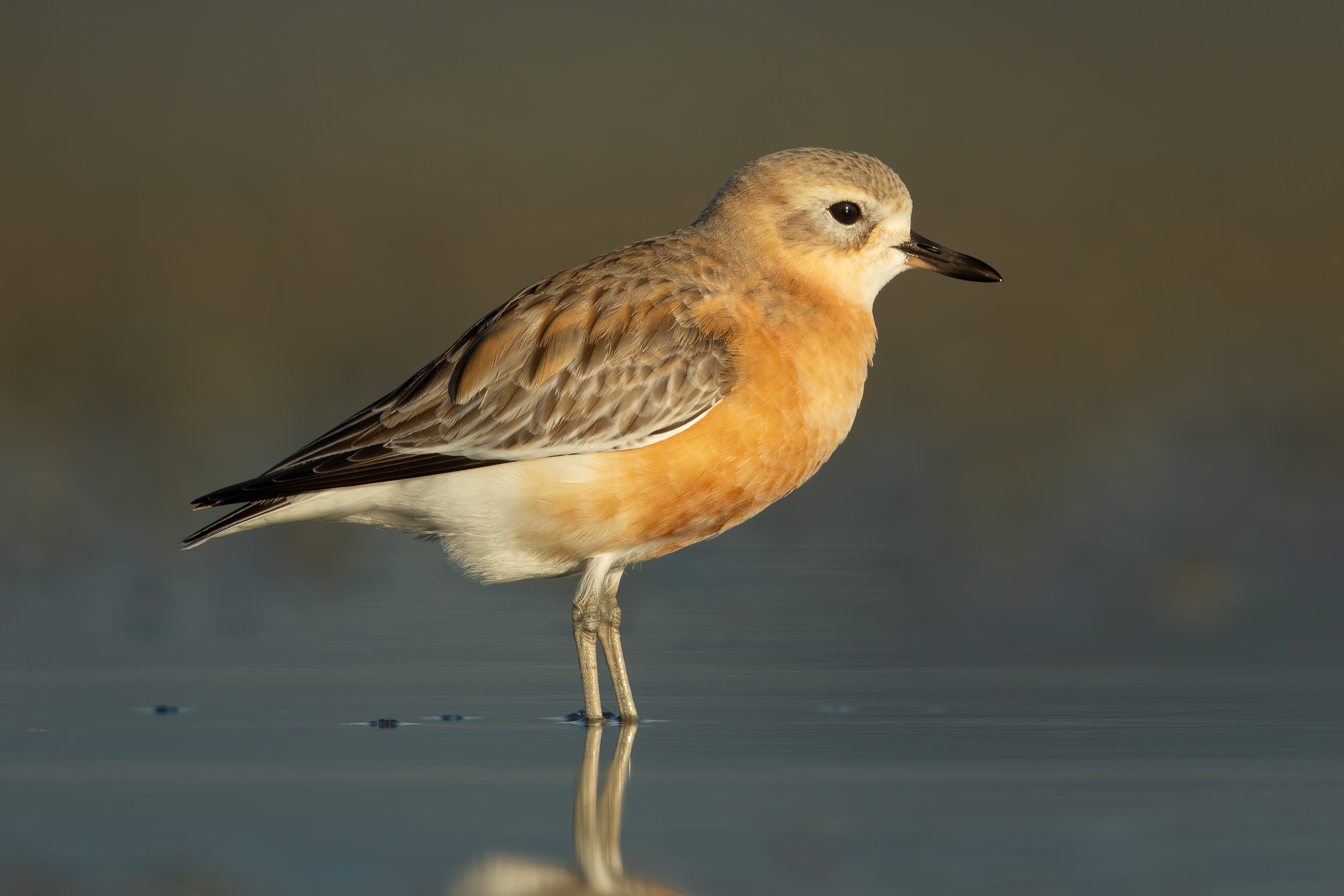
Un Guignard de l'Île du Nord (Charadrius obscurus aquilonius)
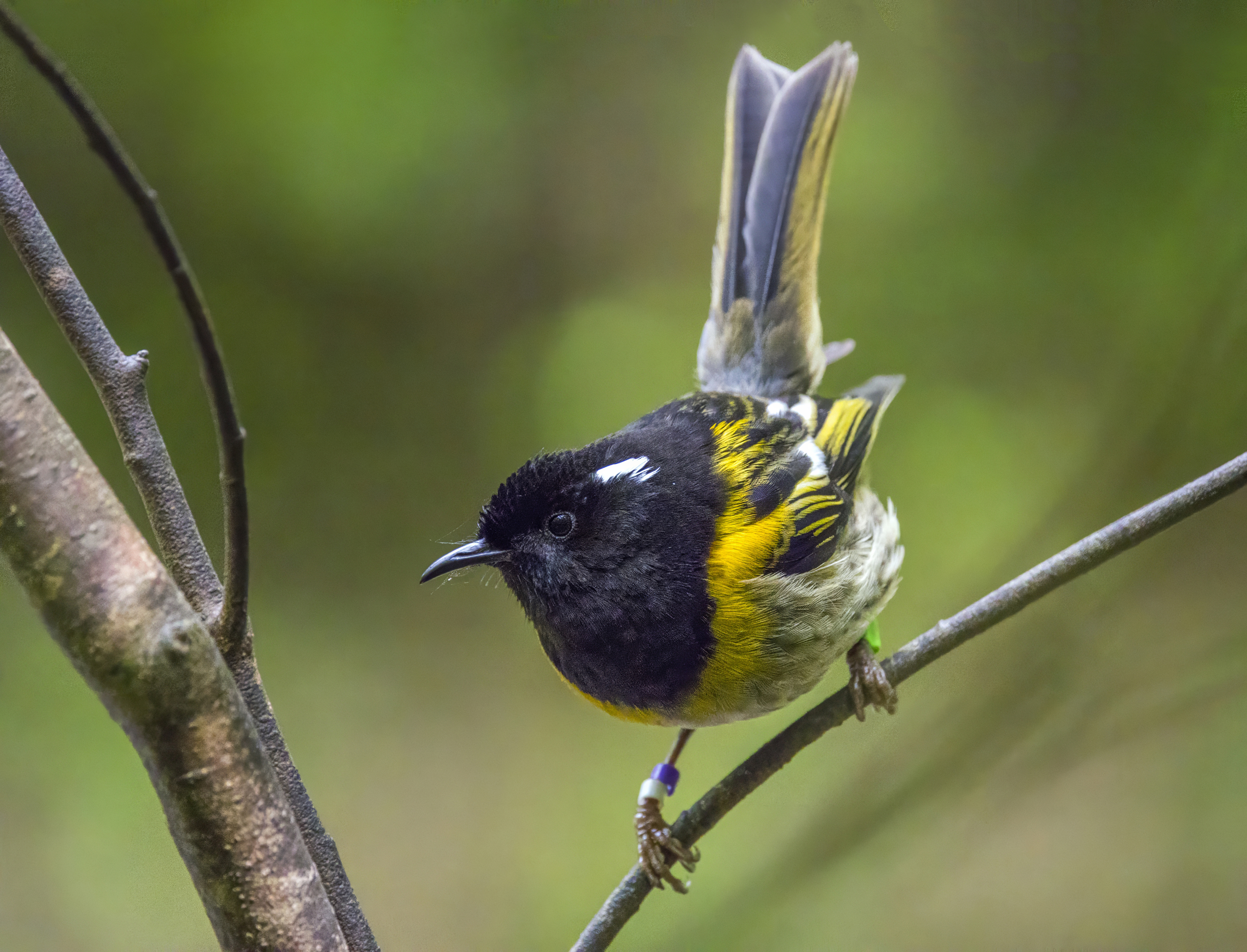
Un Hihi de Nouvelle-Zélande
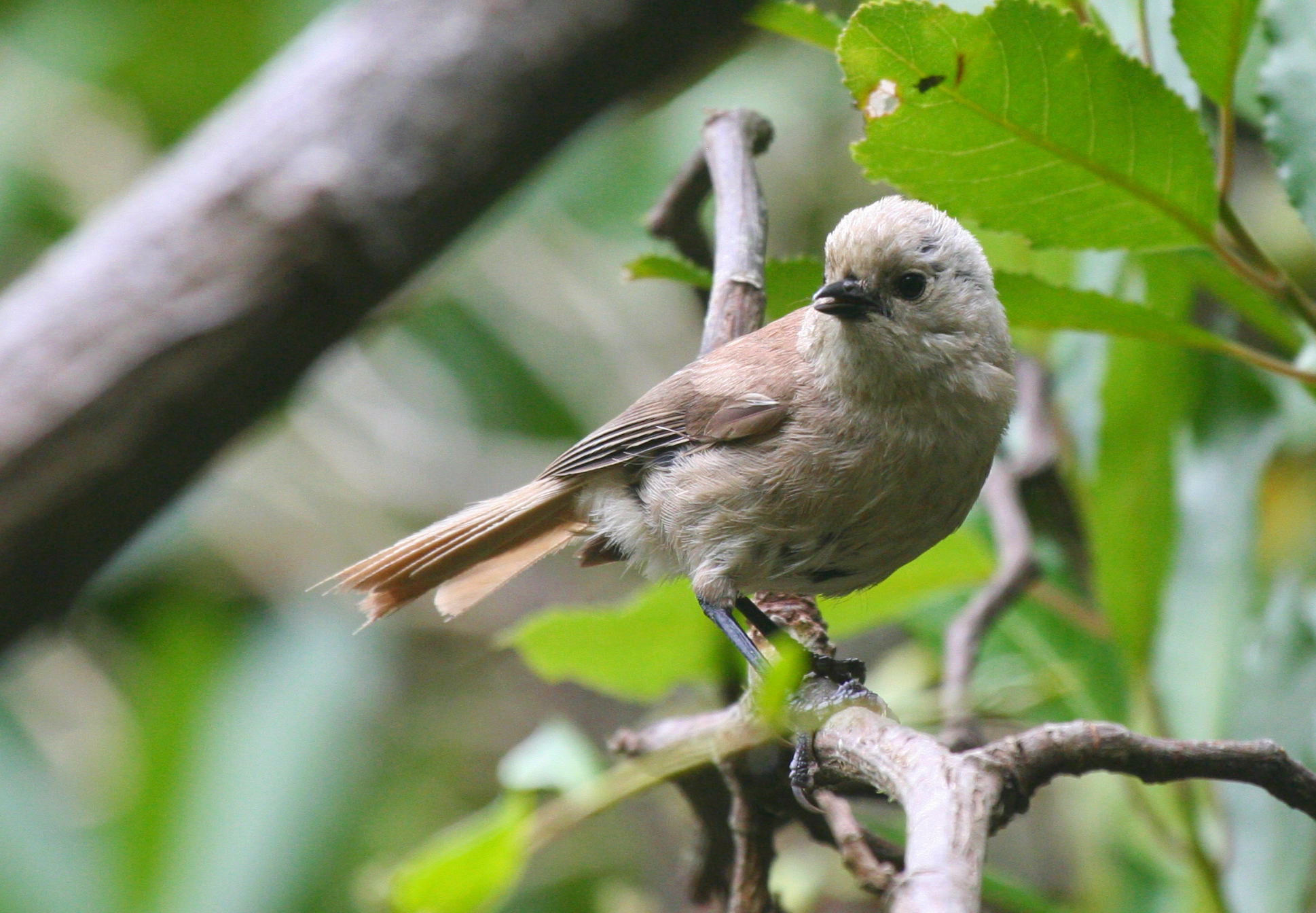
Un Mohoua à tête blanche
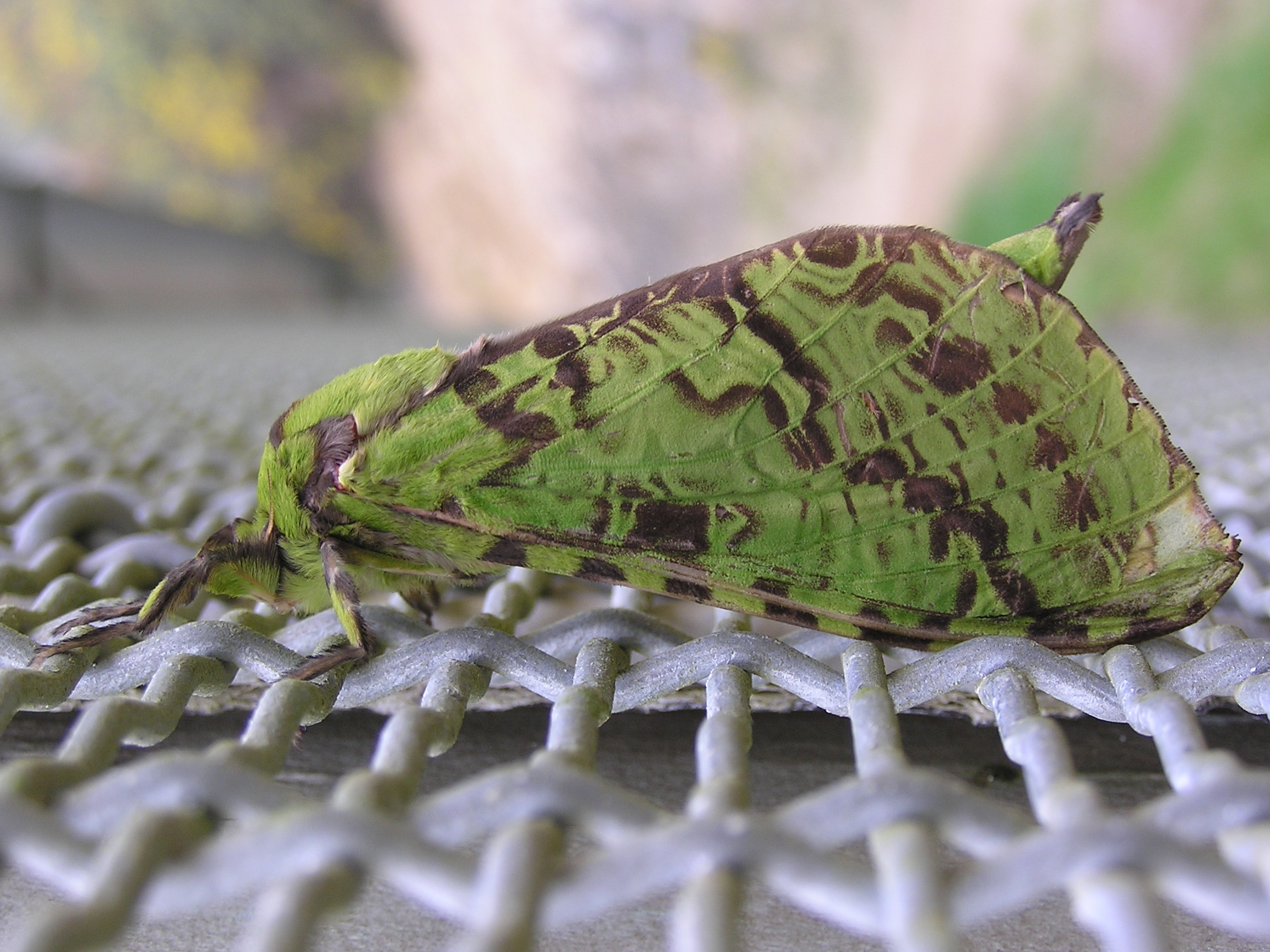
Aenetus virescens
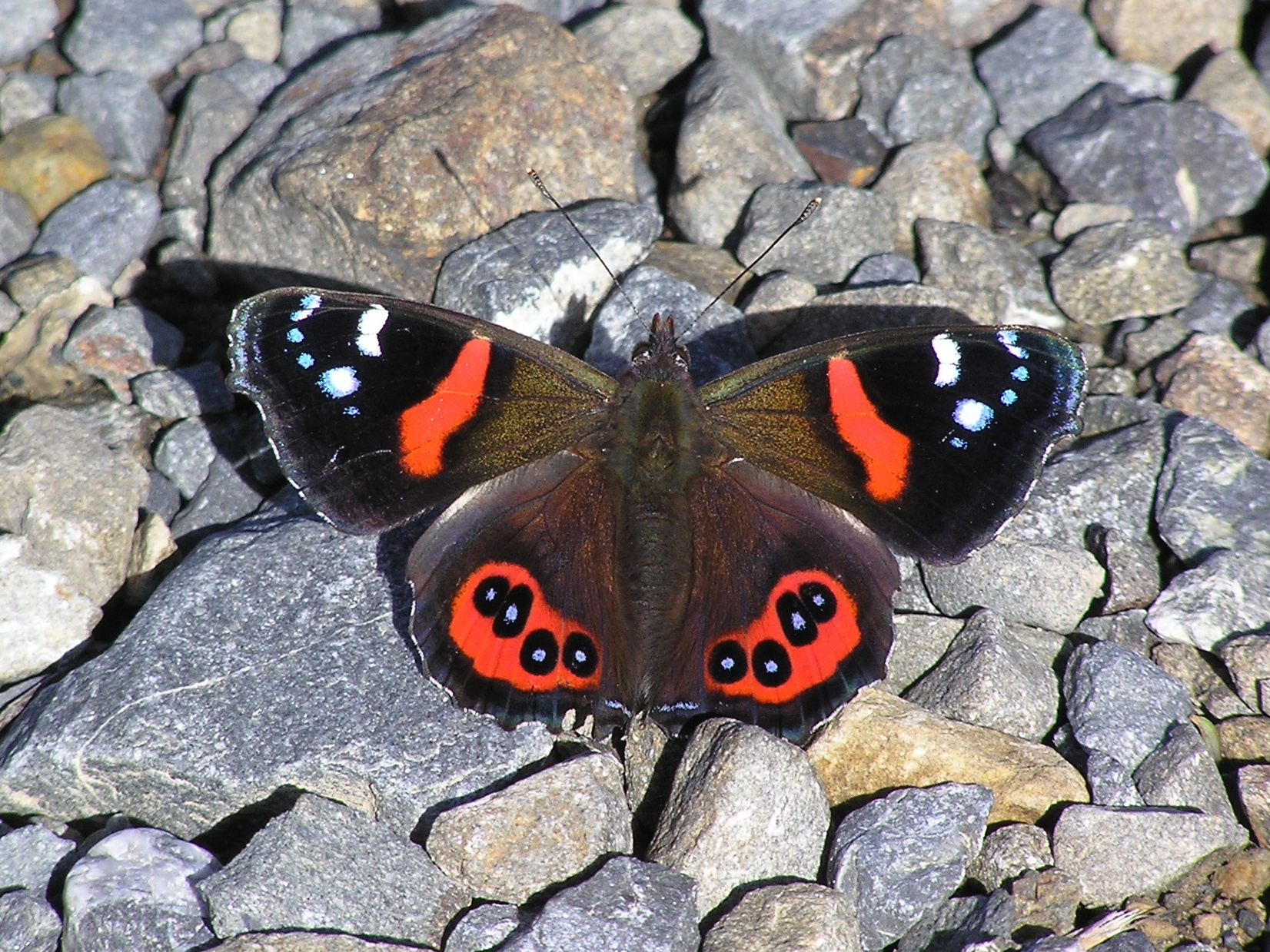
Un Kahukura
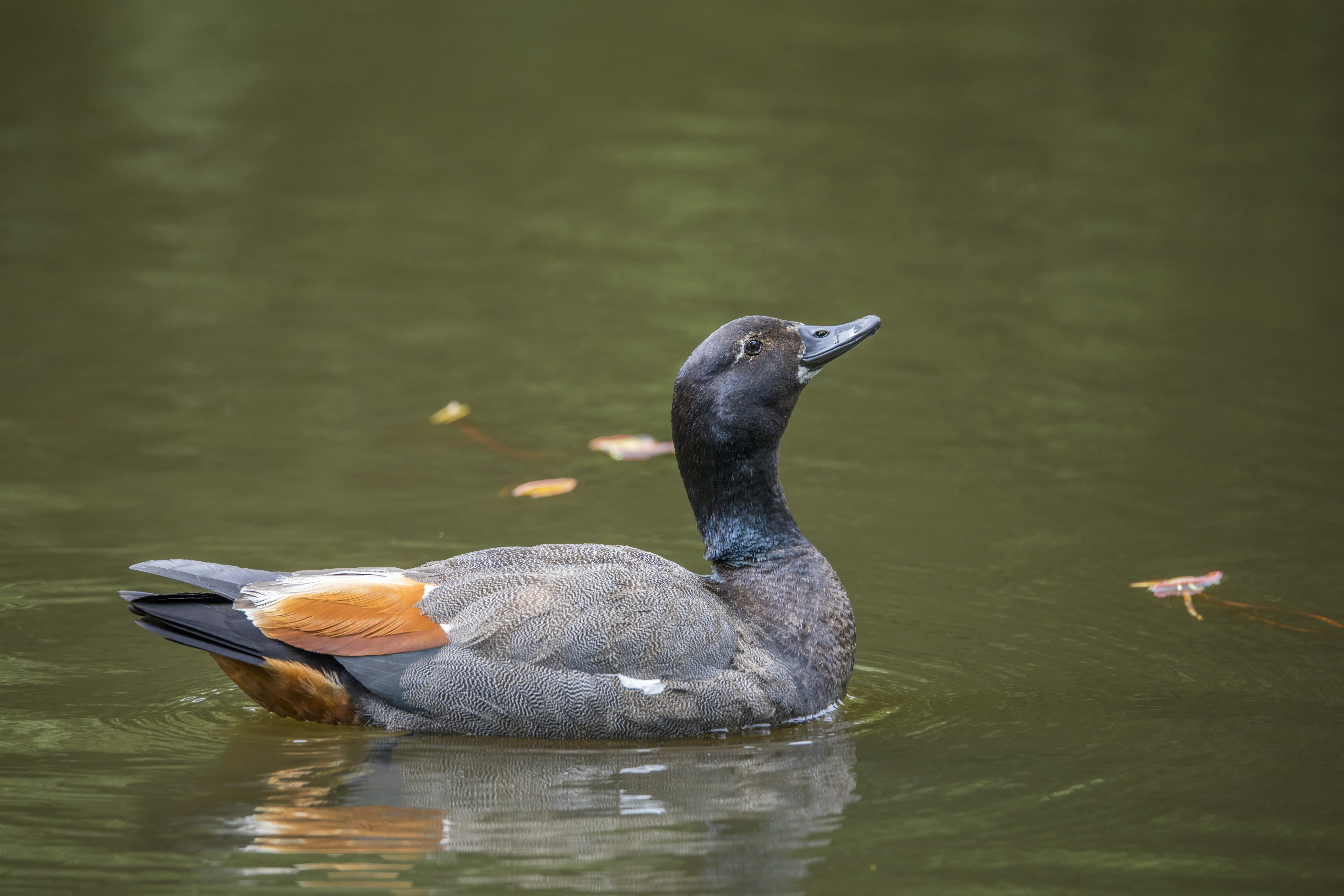
Un Tadorne de paradis mâle
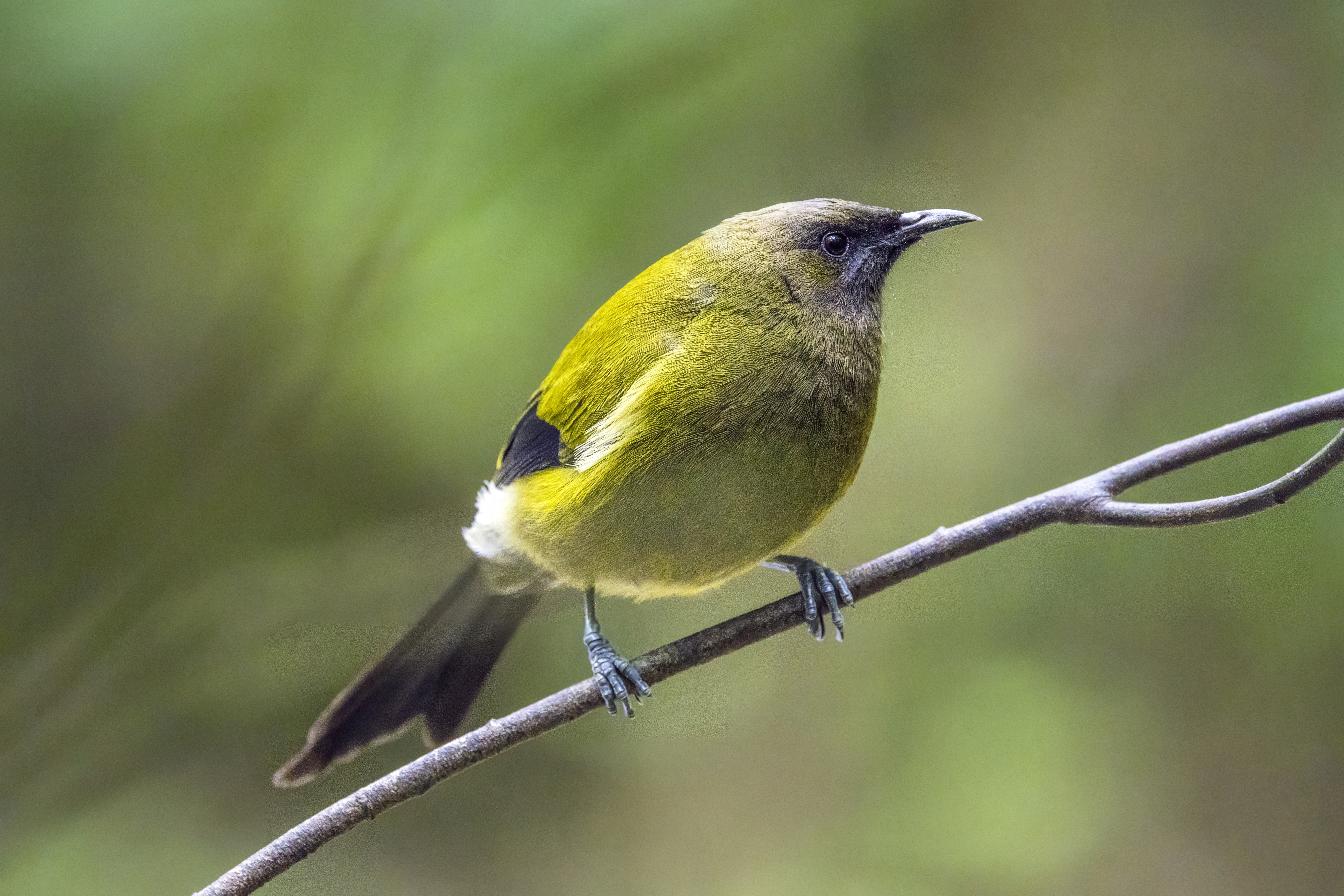
Un Méliphage carillonneur mâle
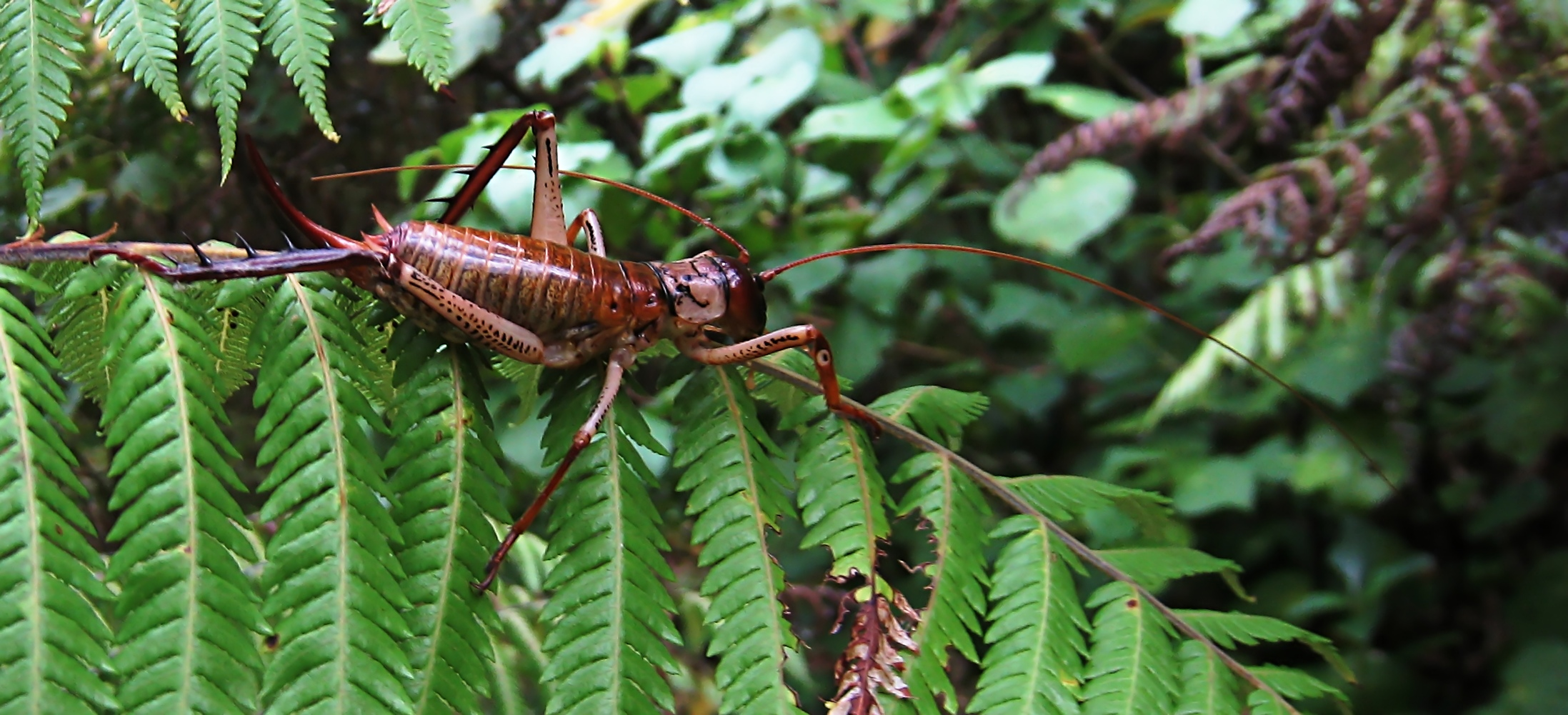
Un Weta d'Auckland femelle (Hemideina thoracica)

#### Espèces menacées et disparues
Il y a plusieurs siècles, on pouvait apercevoir de nombreuses variétés d'oiseaux. Avec l'évolution, certaines espèces ont perdu leurs ailes et ne peuvent plus voler ; c'est le cas des moas, espèces disparues, et du kiwi, endémique et choisi comme emblème national. Les rats et les hermines importés par les hommes portent préjudice à ces oiseaux non volants, menant même à l'extinction de certaines espèces. Les kiwis, quant à eux, sont menacés et de plus en plus difficiles à observer à l'état sauvage.

### Espèces marines
Concernant les animaux marins, on retiendra surtout les baleines et dauphins, dont le petit dauphin d'Hector, le plus rare au monde et en danger critique d'extinction.

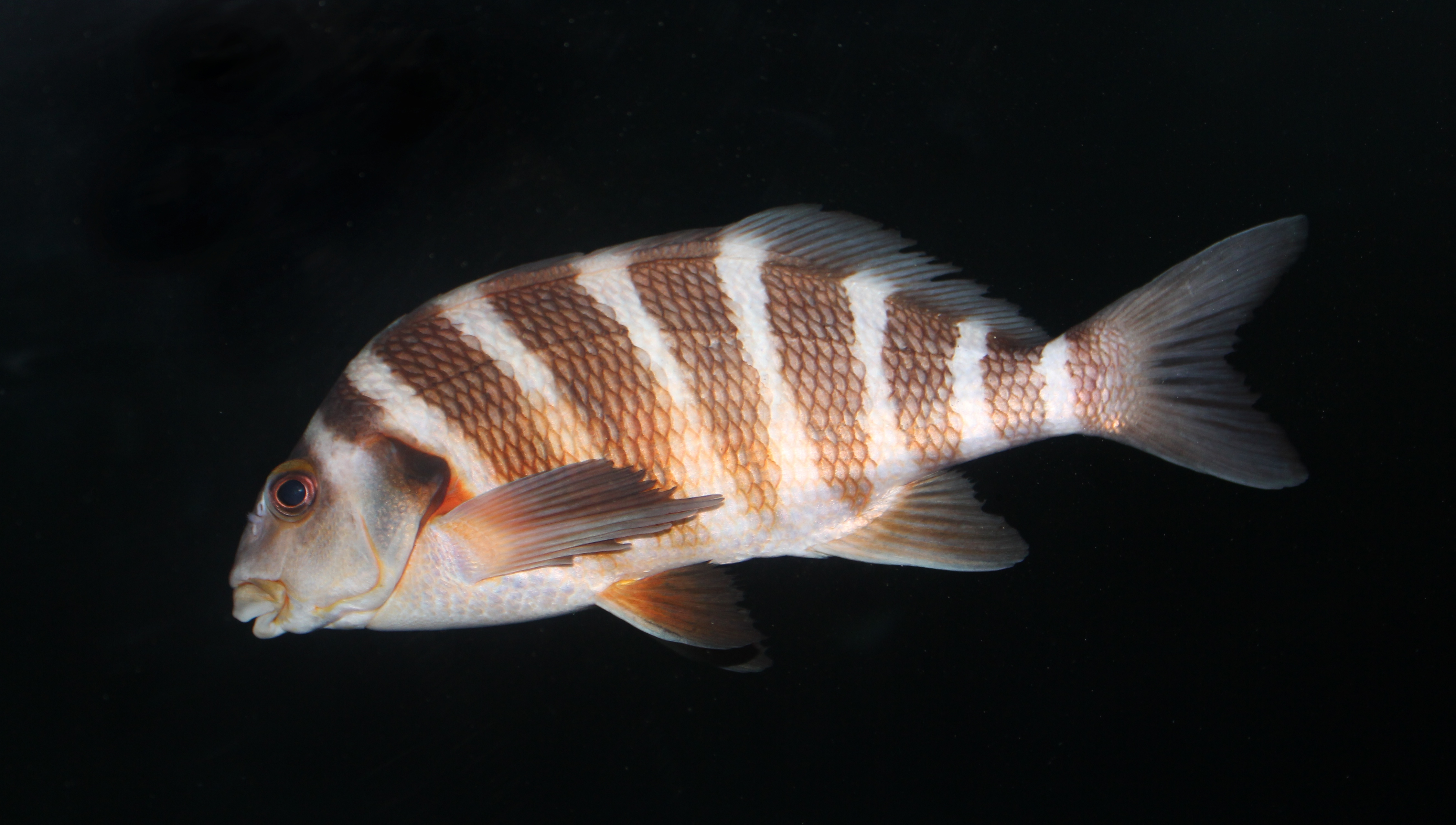
Cheilodactylus spectabilis
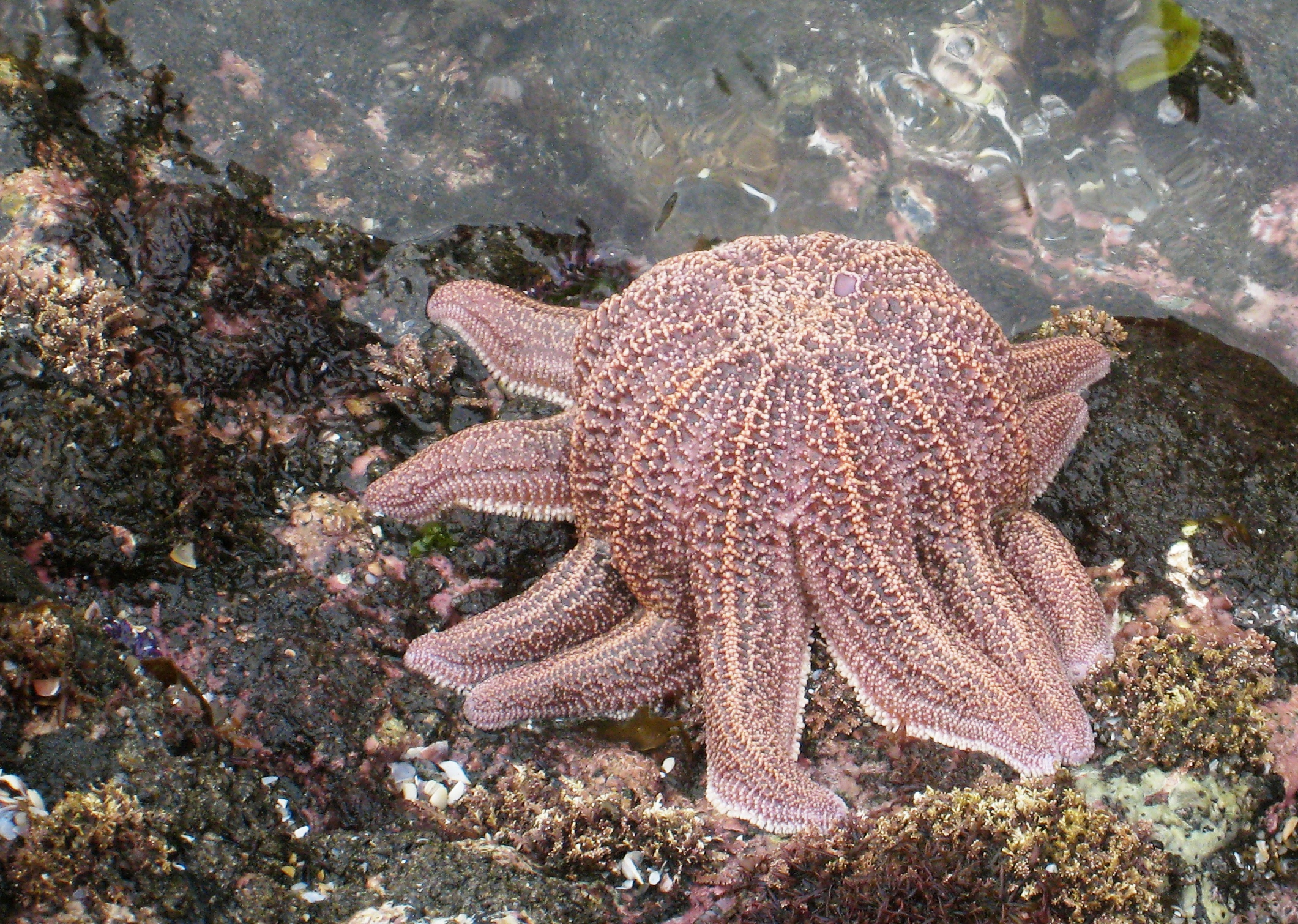
Une Stichaster australis se dressant au-dessus de son support
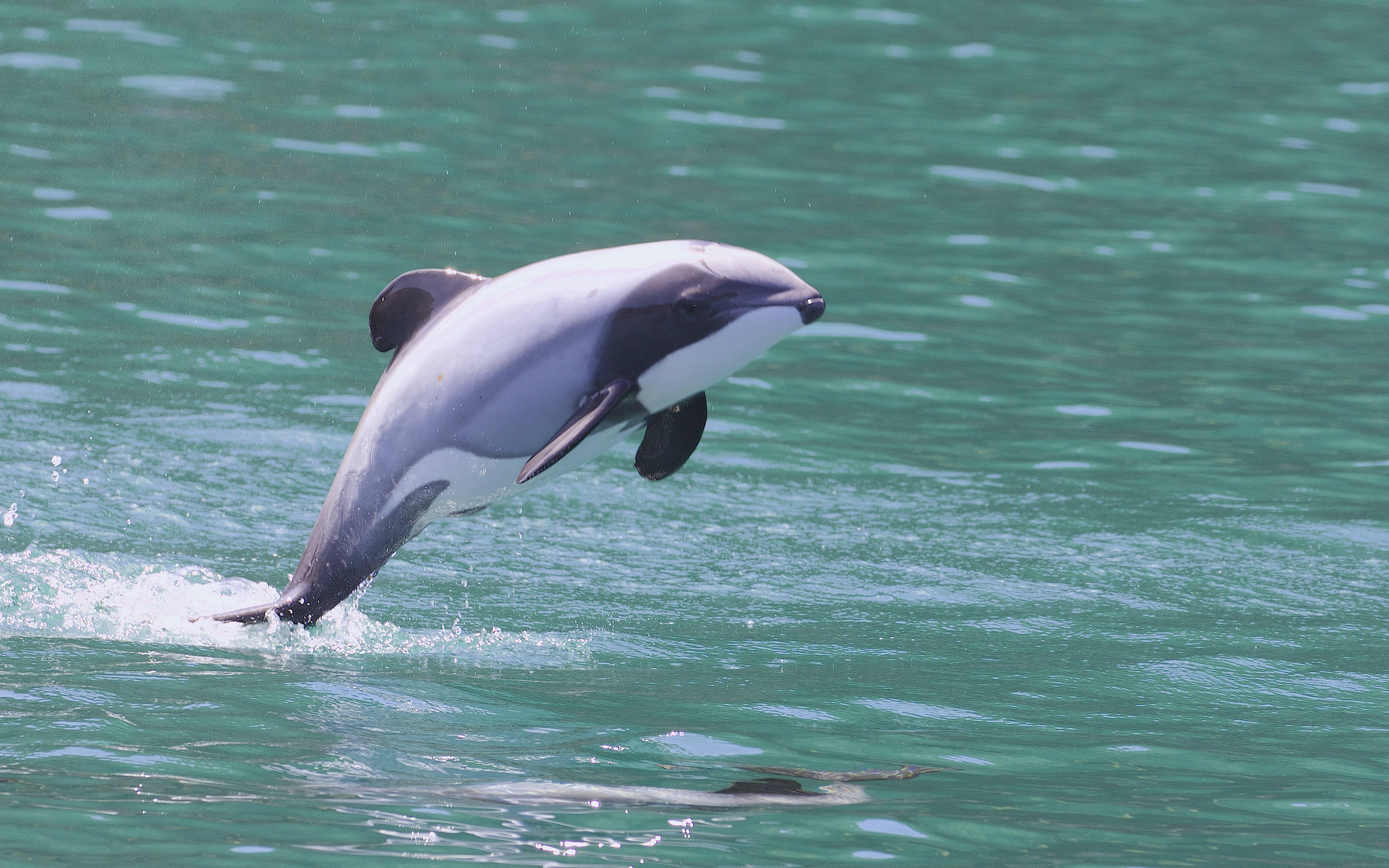
Un dauphin d'Hector
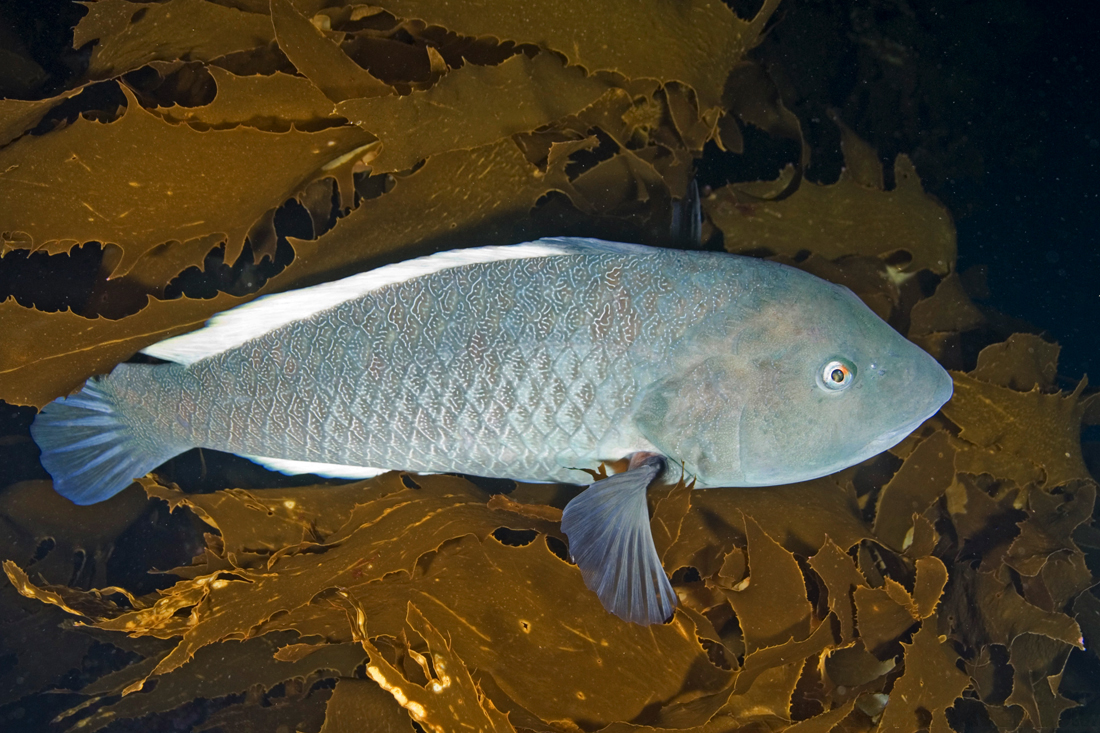
Notolabrus inscriptus, au nord de l'Île du Nord
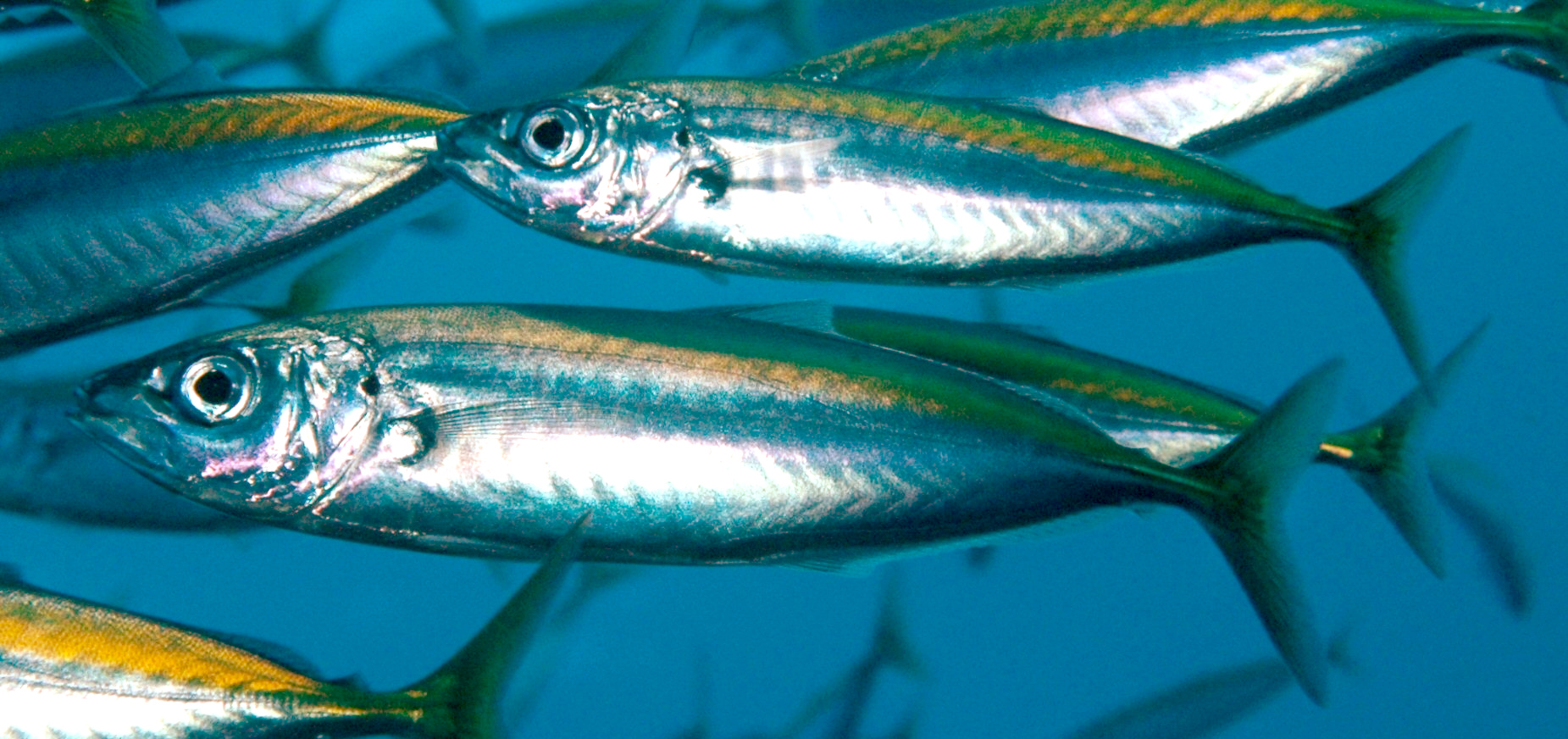
Decapterus koheru
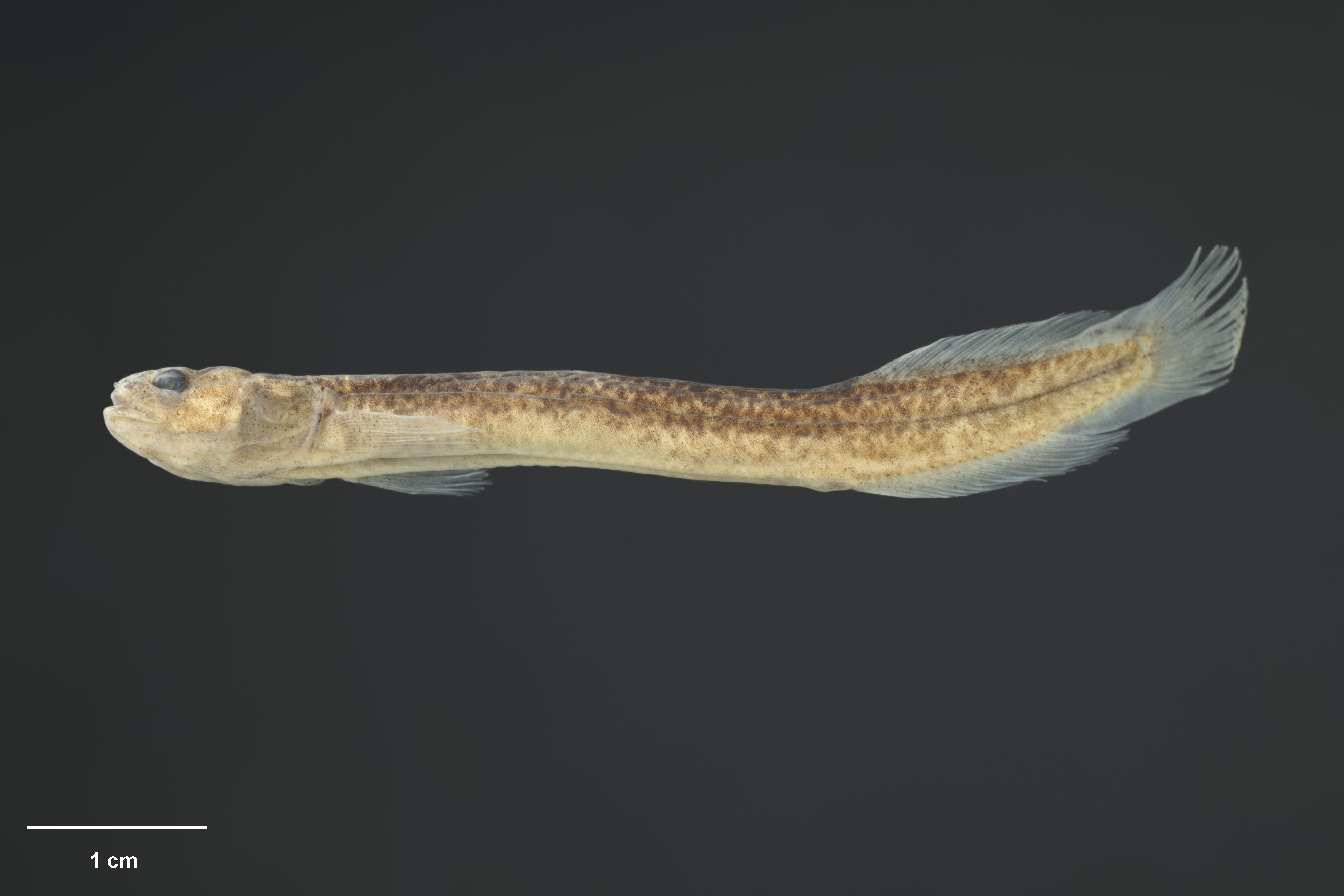
Neochanna heleios
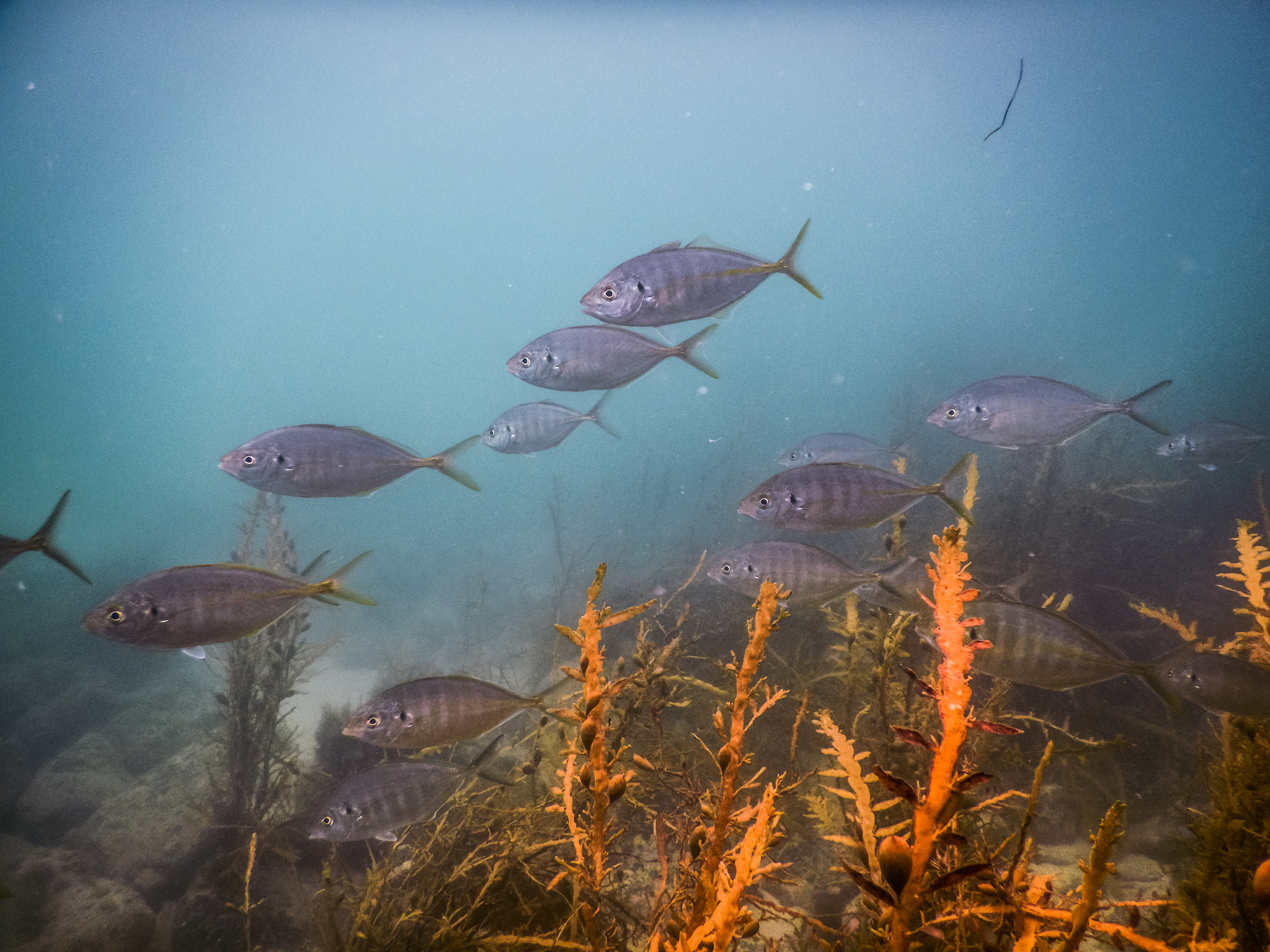
Un banc de Carangues argentées (Pseudocaranx georgianus) dans le golfe de Hauraki
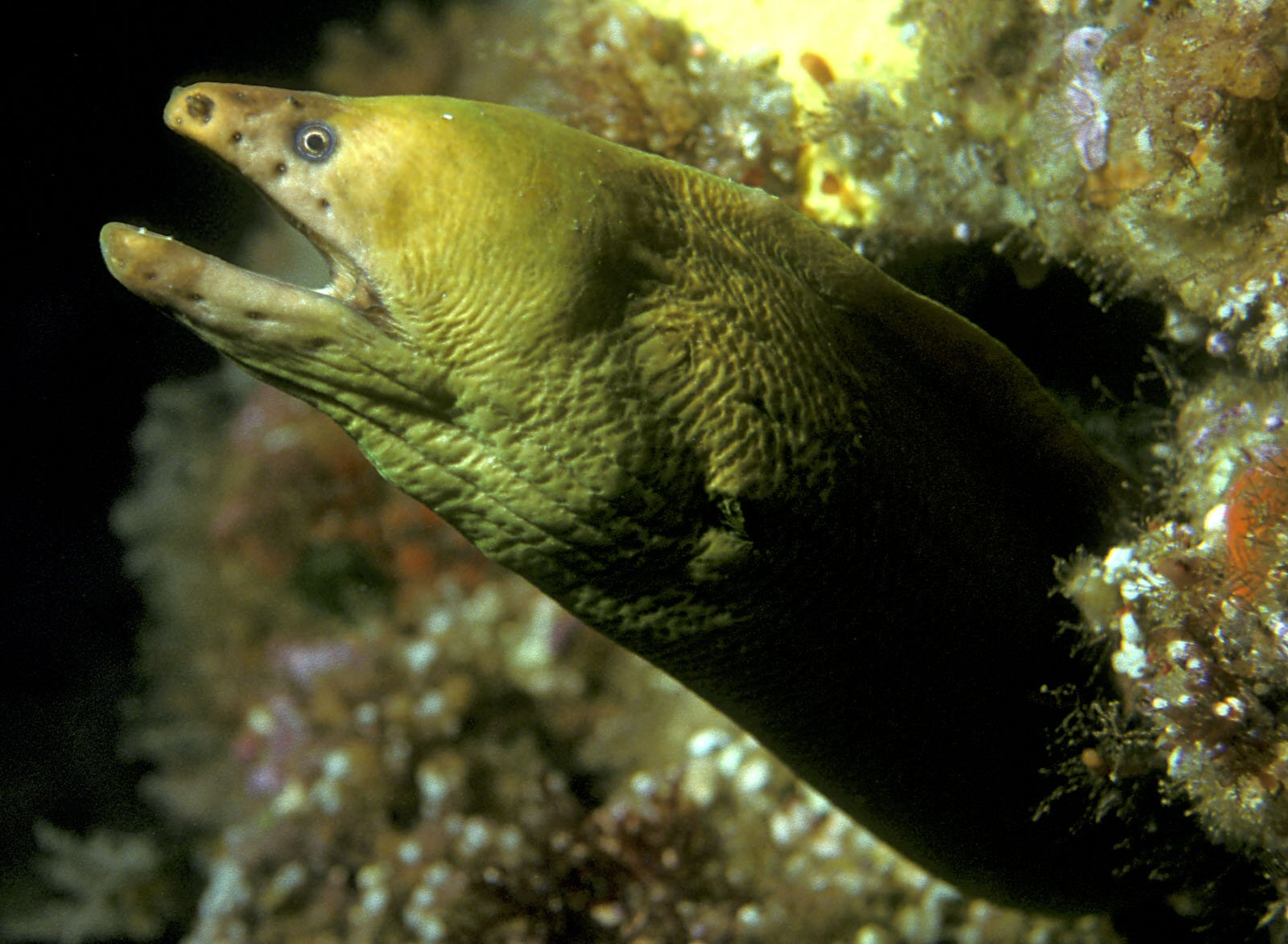
Une murène jaune